# Катетов, Иван Валерьянович
Иван Валерьянович (по другим сведениям, Александрович) Катетов (умер в 1892) — русский историк.
Учился в Саратовской, затем в Казанской духовной академии. В 1889 г. защитил в Казани магистерскую диссертацию «Граф Михаил Михайлович Сперанский, как религиозный мыслитель», до сих пор не утратившую источниковедческого значения. В 1884—1891 гг. преподавал латынь в Балашовском духовном училище.